# سايكليزين
سيكليزين (بالإنجليزية: Cyclizine)‏ يباع تحت عدد من الأسماء التجارية، ويعد من محصرات مستقبلات الهيستامين، وهو دواء يستخدم لعلاج ومنع الغثيان والقيء والدوخة أو الدوار أو دوار الحركة. ويمكن أيضا أن يستخدم للغثيان بعد التخدير العام أو التي تطورت من استخدام المواد الأفيونية. يؤخذ عن طريق الفم، في المستقيم، بمقدار 50 ملغ، ويمكن تكرار اعطاء الجرعة خلال 4-6 ساعات عند الحاجة، وصولاً إلى 200 ملغ في اليوم. أو يعطى محقنة في الوريد.
  وتشمل الآثار الجانبية الشائعة النعاس، وجفاف الفم، والإمساك، والمشاكل مع الرؤية. وتشمل الآثار الجانبية الأكثر خطورة انخفاض ضغط الدم واحتباس البول. ولا يوصى به عموما في الأطفال الصغار أو المصابين بالزرق (عله في العين). سيكليزين يبدو أن تكون آمنة خلال فترة الحمل ولكن لم يتم دراستها جيدا. هو في عائلة مضادات الكولين ومضادات الهيستامين. 

  تم اكتشاف سيكليزين في عام 1947. وهو مدرج في قائمة الأدوية الأساسية لمنظمة الصحة العالمية، وهي الأدوية الأكثر فعالية وآمنة اللازمة في النظام الصحي. في الولايات المتحدة هو متاح  و يصرف بلا وصفه طبيه. في المملكة المتحدة 100 قرص يكلف حوالي 11.26 جنيه.

## الاستخدامات الطبية
وتشمل الاستخدامات الأولية الغثيان والقيء والدوخة المرتبطة  بدوار الحركة والدواربشكل عام  وبعد إدارة الجراحة بعد التخدير العام والأفيونيات. في بعض الأحيان يتم إعطاء في التقيء الحملي (التقئ اثناء الحمل)، على الرغم من أن الشركة المصنعة تنصح أنه يجب تجنبها في فترة الحمل. غالبا ما يحدث الاستخدام غير المرخص مع أخصائيين في المستشفيات لعلاج المرضى الداخليين الذين أصبحوا يعانون من الجفاف الشديد أثناء الحمل. استخدام خارج التسمية هو بمثابة الأفيونيات / الأفيونية بوتنتياتور.
   الدواء ديكونال هو مزيج من سيكليزين وديبيبانون الأفيونية. ديبيبانون هو الجدول الزمني الذي تسيطر عليه مادة في الولايات المتحدة، نظرا لإمكاِنات إساءة عالية.

## الأثار الجانبية
**الاثار الشائعة (أكثر من 10٪):- نعاس، جفاف الفم.
  **الاثارغير الشائعة (1٪ إلى 10٪): - صداع، ضعف حركي، التهاب الجلد، وآثار أنتيموسكارينيك مثل شفع (ضعف الرؤية)، عدم انتظام دقات القلب، والإمساك، واحتباس البول واضطرابات المعدة والأمعاء.
** الاثارالنادرة الحدوث (أقل من 1٪):- تفاعلات فرط الحساسية (تشنج قصبي، وذمة وعائية، الحساسية المفرطة، الطفح الجلدي، ردود الفعل حساسية للضوء)، آثار خارج هرمية، والدوخة، والارتباك، والاكتئاب، واضطرابات النوم، ورعاش، وضعف الكبد، والهلوسة

## آلية عمل الدواء
مازالت الية عمل الدواء غير معروفة بشكل واضح أو دقيق إلى الآن ولكن، يمكن أن يكونَ له تأثيراتٌ مباشرة في الجهاز الدهليزي في الأذن الداخلية أو في المستقبلات الكيميائية المسببة للدوار، حيث يعمل السيكليزين كمضاد لمستقبلات المسكارين المركزية.

## موانع استخدام الدواء
- الحساسية: إذا كان لدى المريض حساسية تجاه السيكليزين أو أي مكون اخر من هذا الدواء.
- الرضع الذين يرضعون رضاعة طبيعية من الثدي.
- لا يجب تناول هذا الدواء في قيادة السيارات أو في السفر.
- إذا كان عمرُ المريض يزيدد عن 65 سنة، يجب تناول هذا الدواء بحذر شديد، لأنه قد يكون الشخص أكثر تعرضاً ==اللآثار الجانبية للدواء==

ما هي التَّأثيراتُ الجانبيَّة الشَّائعة لهذا الدَّواء؟
دوخة، نعاس، ضبابية في الرؤية، أو تغير في طريقة النفسية أو في المود..
إمساك، جفاف في الفم.
    ويضمن عملها المضاد للسرطان الحذر لدى المرضى الذين يعانون من تضخم البروستاتا، واحتباس البول، أو زرق (عله في العين). مرض الكبد يؤدي إلى تفاقم آثاره المهدئة.

## كيميائية الدواء
سيكليزين هو عضو في مجموعة ديفنيلميثيلبيبرازين من مضادات الهيستامين.

## تاريخ الدواء
وقد وضعت سيكليزين في القسم الأمريكي لشركة الصيدلة بوروز ويلكوم (اليوم غلاكسوسميثكلين) خلال دراسة بحثية تنطوي على العديد من الأدوية من مجموعة مضادات الهيستامين. تم العثور على سيكليزين سريريا سريعا باعتبارها قوية ومضاد مفعوله طويل الأمد. الشركة تدعى المادة - أو على وجه التحديد شكل هيدروكلوريد سيكليزين الذي يظهر عادة في - «هيدروكلوريد ماريزين» وبدأت بيعه في الولايات المتحدة تحت الاسم التجاري ماريزين. بدأ البيع في فرنسا تحت الاسم التجاري مارزين في عام 1965.
   تلقت المادة المزيد من الائتمان عندما اختارته ناسا كمضاد للقاحات الفضائية لأول رحلة القمر المحتلة. وقدم سيكليزين إلى العديد من البلدان كمضاد للقئ المشترك. وهو دواء بدون وصفة طبية في العديد من البلدان لأنه كان جيد التحمل، على الرغم من أنه لم يدرس كثيرا. 

## المجتمع والثقافة
بعض الأشخاص الذين يستخدمون الميثادون يجمعون سيكليزين مع جرعة الميثادون الخاصة بهم، وهو مزيج من المعروف أنه ينتج آثارا نفسية قوية. كما تم استخدامه للترفيه عن آثاره المضادة للكولين للحث على الهلوسة.
    كما تم استخدامه بشكل غير قانوني في سباق السلوقي لتخريب أداء الكلب.       

## علم العقاقير وتأثير الدواء
سيكليزين هو مشتق بيبيرازين مع مضاد ات الهيستامين H1 مستقبلات النشاط (مضادات الهيستامين). آلية دقيقة للعمل في تثبيط أعراض دوار الحركة ليست مفهومة جيدا. قد يكون لها آثار مباشرة على الجهاز الدهليزي وعلى المنطقة الزناد مستقبلات كيميائية. سيكليزين يمارس عمل مضاد الكولين المركزي (أنتيموسكارينيك).

## المسميات
كما أن أقراص هيدروكلوريد سيكليزين وحل اللاكتات سيكليزين للحقن العضلي أو عن طريق الحقن في الوريد لها عدة مسميات منها: (الأسماء التجارية: فالويد  في المملكة المتحدة وماريزين ومارزين وإموكيل في الولايات المتحدة). كما يتم تسويق سيكليزين كما بونين للأطفال في الولايات المتحدة.

## مشتقات سيكليزين
| Structural comparison of cyclizine and related [[H1 antagonists\|H1 antagonists]] ‏ | Structural comparison of cyclizine and related [[H1 antagonists\|H1 antagonists]] ‏ | Structural comparison of cyclizine and related [[H1 antagonists\|H1 antagonists]] ‏ |
| ---------------------------------------------------------------------------------- | ---------------------------------------------------------------------------------- | ---------------------------------------------------------------------------------- |
|                                                                                    |                                                                                    |                                                                                    |
| Compound                                                                           | R1                                                                                 | R2                                                                                 |
| Cyclizine                                                                          | H                                                                                  | CH3                                                                                |
| كلوروسيكليزين                                                                      | Cl                                                                                 | CH3                                                                                |
| ميكلوزين هيدروكلوريد                                                               | Cl                                                                                 |                                                                                    |